# Jennifer Haben
Jennifer Haben (ur. 16 lipca 1995 w St. Wendel) – niemiecka wokalistka, autorka tekstów i piosenek. Jennifer Haben znana jest przede wszystkim z występów w zespole metalu symfonicznego Beyond the Black. W 2015 roku wraz z zespołem została wyróżniona tytułem najlepszego debiutu przez niemieckojęzyczną edycję branżowego czasopisma Metal Hammer. Wcześniej, w latach 2010-2011 występowała w girlsbandzie Saphir. Laureatka talent show KI.KA LIVE – Beste Stimme gesucht! emitowanego przez stację telewizyjną Kika. 

## Dyskografia
- Saphir – Saphir (2010, Universal Domestic Pop)